# Fédération chinoise de rugby à XV
La Fédération chinoise de rugby à XV (officiellement en anglais : Chinese Rugby Football Association, en chinois traditionnel : 中国橄榄球协会 ; pinyin : Zhōngguó gǎnlǎnqiú xiéhuì) est l'instance qui régit l'organisation du rugby à XV en Chine.

## Historique
Dans les années 1990, le statut du rugby chinois n'est pas reconnu par l'International Rugby Board, organisme international du rugby ; en effet, l'identité de « Chine » est à cette époque déjà appropriée par la Fédération de Taïwan, cette dernière utilisant le nom de « république de Chine » dans son nom en référence au nom officiel du régime politique gouvernant le territoire taïwanais. George Simpkin (en), membre de la Fédération hongkongaise, se rapproche alors de la Fédération taïwanaise afin de leur demander d'abandonner l'emploi du terme « république de Chine » au profit du titre  « Taipei chinois ». Grâce à l'initiative de Simpkin, le processus de création d'instances officielles afin de gérer le rugby chinois est lancé.
Le 24 mai 1996, le Comité olympique chinois approuve officiellement la pratique du rugby en Chine. En janvier 1997, la fédération intègre l'International Rugby Board, organisme international du rugby,. Elle devient membre de l'Asian Rugby Football Union, organisme continental, la même année,. La première équipe nationale voit le jour à la fin de l'année.
De 1998 à 2001, elle organise le championnat de Chine de rugby à XV.
En 2002, alors que le Conseil olympique d'Asie décide que le format traditionnel à XV serait abandonné au profit de sa formule à sept parmi les sports pratiqués aux Jeux asiatiques, la Fédération chinoise décide alors d'interrompre son soutien à la formule quinziste ; la tenue du championnat est alors interrompue. Ce soutien exclusif au rugby à sept est confirmé depuis le statut olympique acquis par ce dernier.
Le 9 juin 2010, la Chinese Rugby Football Association est formée sous un nouveau statut, avec l'approbation du Ministère des Affaires civiles.
Alors que s'ouvre la première édition des Women's Sevens World Series pendant la saison 2012-2013 (en), un des quatre tournois est organisé par la Fédération chinoise à Canton, démontrant l'intérêt croissant pour le rugby à sept en Chine.

## Présidents
Parmi les personnes se succédant au poste de président de la fédération, on retrouve :
- Li Gaochao[7]
- Chen Yingbiao[9]